# Pseuduvarus
Pseuduvarus is een geslacht van kevers uit de familie  waterroofkevers (Dytiscidae).
Het geslacht is voor het eerst wetenschappelijk beschreven in 1988 door Biström.

## Soorten
Het geslacht omvat de volgende soorten:
- Pseuduvarus secundus Bilardo & Rocchi, 2002
- Pseuduvarus vitticollis (Boheman, 1848)